# Willy Rampf
Pas d'image ? Cliquez ici
Willy Rampf, né le 20 juin 1953 à Düsseldorf, est un dirigeant technique du sport automobile. Il fut notamment directeur technique de Volkswagen Motorsport lorsque l'écurie était engagée en WRC.

## Biographie
Willy Rampf devient directeur technique du Sauber F1 Team en 2010 en remplacement de James Key, parti chez Toro Rosso. En août 2011, il quitte l'écurie suisse et devient directeur technique de Volkswagen Motorsport.